# Chirurgische Schule
Die Chirurgische Schule, auch Chirurgenschule genannt, ursprünglich Schule für Landärzte, war im 18. und 19. Jahrhundert eine medizinische Ausbildungsstätte für Wundärzte und Bader.

## Geschichte
Während akademisch ausgebildete Mediziner an Universitäten ihre Ausbildung erhielten, war für Landärzte (Chirurgen), Wundärzte und Bader eine nicht akademische Ausbildung an der Schule für Landärzte ausreichend.

### Bayern
Im Königreich Bayern gab es im Jahr 1808 eine ärztliche Neuregelung, wonach nur noch jene Landärzte zugelassen wurden, die mindestens eine Ausbildung an einer solchen „Schule für Landärzte“ absolviert hatten, die erst 1823 offiziell in „Chirurgische Schule“ umbenannt wurde.
Seit 1809 gab es eine Chirurgische Schule in München und in Bamberg. Die Münchener Schule wurde 1826/1827 nach Landshut verlegt, nachdem die Universität Landshut im Jahr 1826 aufgelöst und in die Universität München integriert worden war.
Nach Übernahme der Chirurgie und Geburtshilfe in das offizielle Lehrprogramm der Universitäten, wurden die Chirurgischen Schulen zu Ausbildungsanstalten für Bader und vermittelten nur noch Berufskenntnisse für untere medizinische Hilfsdienste. Am 21. März 1843 wurden die Schulen in Bayern mit königlicher Verordnung vollständig aufgelöst.

### Braunschweig
Im Fürstentum Braunschweig-Wolfenbüttel und seinem Nachfolgestaat, dem Herzogtum Braunschweig, bestand von 1750 bis 1869 das „Anatomisch-Chirurgische Institut“ in Braunschweig.

### Hannover
Im Königreich Hannover gab es ab 1825 die Chirurgische Schule zu Hannover, die aus zwei älteren Bildungseinrichtungen in Celle und Hannover hervorging.

### Preußen
In Preußen gab es von 1795 bis 1919 die Pépinière in Berlin, eine „Pflanzstätte“ für Militärärzte, um das Können der Wundärzte der Armee zu verbessern. Im Jahr 1818 wurde sie in „Medicinisch-chirurgisches Friedrich-Wilhelm-Institut“ und 1895 in „Kaiser-Wilhelm-Akademie für das militärärztliche Bildungswesen“ umbenannt. Die Chirurgenschulen – damit die Trennung von Ärzten und Chirurgen – wurden allerdings schon im Jahr 1852 abgeschafft.

### Westfalen
Im Königreich Westphalen gab es zwischen 1821 und 1849 die Chirurgische Schule in Münster.

### Österreich
Bis 1814 gab es eine Chirurgische Schule in Innsbruck und von 1811 bis 1814 eine in Salzburg.

## Bekannte Lehrer
- Franz Anton von Balling (1800–1875) – Landshut 1832–1833
- Theodor Engelbrecht (1813–1892) – Braunschweig 1844–1869
- Johann Goercke (1750–1822) – Berlin (Pépinière) 1795–1797
- Ernst von Grossi (1782–1829) – München 1809–1814; 1824–1826
- Johann Heinrich Oesterreicher (1802–1843) – Landshut 1831–1843
- Eugen Rosshirt (1795–1872) – Bamberg
- Joseph August Schultes (1773–1831) – Landshut 1826/27–1831
- Louis Stromeyer (1804–1876) – Hannover
- Adam Ulsamer (1795–nach 1840) – Landshut 1830 bis Tod

## Sprachgebrauch
Experten sprechen auch von einer bestimmten chirurgischen Schule („Schulmeinung“), wenn sie damit die gleiche Behandlungs- bzw. Operationsmethode verschiedener Chirurgen meinen, die aber eine identische Ausbildung (z. B. bei demselben Professor) erhalten haben.